# Trichomorpha elegans
Trichomorpha elegans är en mångfotingart som beskrevs av Filippo Silvestri 1897. Trichomorpha elegans ingår i släktet Trichomorpha och familjen Chelodesmidae. Inga underarter finns listade i Catalogue of Life.